# Johannes Fabricius
Pour les articles homonymes, voir Fabricius.

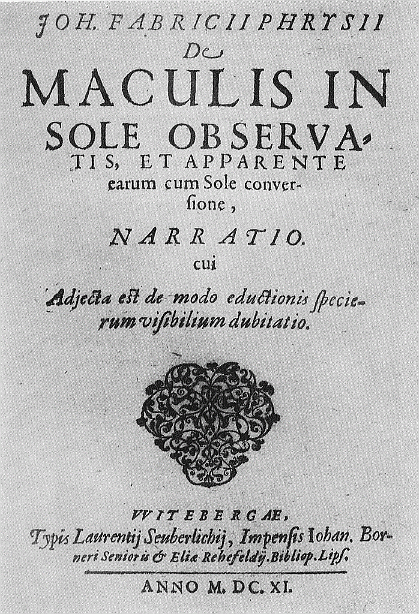
Première page de De Maculis in sole observatis et apparente earum cum Sole conversione narratio

Johann ou Johannes Fabricius (né le 8 janvier 1587 à Resterhafe, mort le 10 janvier 1617 à Dresde) est un astronome et astrologue allemand. Il découvre, avant Galilée et d'autres, les taches solaires.

## Biographie
Johann Fabricius est le fils aîné des huit enfants du pasteur et astronome David Fabricius qui mène des recherches météorologiques et astronomiques et correspond avec Tycho Brahe, Johannes Kepler et Simon Marius.
À 12 ans, Johannes survit à l'épidémie de peste qui frappe le nord de l'Allemagne. Plus tard, il va, comme son père, à l'école de latin de Brunswick et d'ici collabore aux travaux météorologiques de son père. Encore comme lui, il entre en 1605 à l'université d'Helmstedt où il étudie la philosophie et la médecine. L'année suivante, il s'inscrit à celle de Wittemberg où pendant trois ans il se consacre, outre la grammaire, la dialectique et la rhétorique, aussi à la géométrie, l'astronomie, la chronologie et la physique. De cette ville, il écrit en 1608 une lettre à Johannes Kepler. En plus de l'astronomie, il s'intéresse, comme son père, à l'astrologie, convaincu qu'elles fournissent des résultats fiables. Par ailleurs, il croit avoir trouvé une méthode de prévisions météorologiques. En 1609, il continue à Leyde des études de médecine. À l'été 1611, il revient à Wittemberg et obtient une maîtrise de philosophie. Il meurt lors d'un voyage vers Bâle, où il voulait obtenir son diplôme de docteur.
Pendant son séjour à Leyde, Fabricius acquiert une lunette astronomique qu'il ramène à la maison de son père, à Osteel. Il observe le Soleil alors qu'il n'existe rien pour atténuer les dangers de son observation. Il le fait le matin et le soir, lorsque sa luminosité est encore faible. Le 27 février 1611, il note pour la première fois des taches sombres sur le Soleil. Comme il doute que ce soit une illusion d'optique ou des phénomènes atmosphériques, il répète ses observations et les rapporte à son père. Lorsqu'il abîme ses yeux, il met au point une nouvelle méthode : au moyen d'un sténopé, les rayons sont détournés dans une boîte sombre et forment un disque sur un morceau de papier blanc (principe de la chambre noire). L'existence des taches est incontestable. Leur mouvement sur la surface suit une rotation sur lui-même du Soleil. En juin de la même année, il publie De Maculis in sole observatis et apparente earum cum Sole conversione narratio, dans lequel il décrit tous les détails de la découverte et en attribue une part à son père.
Cette découverte s'oppose à la théorie d'Aristote et la doctrine de l'Église, pour qui le Soleil est parfait, comme la Vierge Marie. Bien que Galilée, Thomas Harriot et Christoph Scheiner aient eux aussi remarqué les taches en 1610, Fabricius est le premier à décrire cette découverte dans un traité scientifique. Cependant ils ne sont pas au courant des travaux de Fabricius. Il est cité comme le découvreur des taches solaires par Simon Marius dans Mundus Jovialis (1614) et Kepler dans Ephemerides Novae (1618). L'œuvre de Fabricius est oubliée pendant de nombreuses années.

## Sources, notes et références
- (de) Cet article est partiellement ou en totalité issu de l’article de Wikipédia en allemand intitulé « Johann Fabricius (Astronom) » (voir la liste des auteurs).
- (de) Willy Jahn, « Fabricius, Johannes », dans Neue Deutsche Biographie (NDB), vol. 4, Berlin, Duncker & Humblot, 1959, p. 732 (original numérisé).